# La Passion du Juif
La Passion du Juif (The Passion of the Jew en version originale) est le troisième épisode de la huitième saison de la série animée South Park, ainsi que le 114e épisode de l'émission.

## Synopsis
Cartman convainc Kyle d'aller voir La Passion du Christ. Ce film choque tellement Kyle qu'il remet sa foi en question. Stan et Kenny quant à eux trouvent le film si nul qu'ils veulent à tout prix se faire rembourser. Cartman, lui, décide de monter une armée pour exterminer les juifs.